# Tamaz Gamkrelidze
Tamaz Walerianis dze Gamkrelidze (gruz. თამაზ ვალერიანის ძე გამყრელიძე, ros. Тамаз Валерианович Гамкрелидзе Tamaz Walerianowicz Gamkrelidze; ur. 23 października 1929 w Kutaisi, zm. 10 lutego 2021) – gruziński lingwista.

## Edukacja i kariera naukowa
W 1952 ukończył orientalistykę na Tbiliskim Uniwersytecie Państwowym (specjalizacja starożytne języki orientalne). W latach 1953–1960 był pracownikiem naukowym na stypendium badawczym w Instytucie Lingwistyki Gruzińskiej Akademii Nauk. W 1960 roku został przewodniczącym katedry lingwistyki strukturalnej i stosowanej Tbiliskiego Uniwersytetu Państwowego (od 1999 roku katedra lingwistyki ogólnej i stosowanej). Od 1973 dyrektor Instytutu Orientalistyki im. Ceretelego Gruzińskiej Akademii Nauk. W 1991 przez krótki czas był rektorem Tbiliskiego Uniwersytetu Państwowego.
Od 26 grudnia 1984 akademik Rosyjskiej Akademii Nauk. W styczniu 2005 został przewodniczącym Gruzińskiej Akademii Nauk. W czerwcu 2013 zastąpił go Giorgi Kwesitadze, a Gamkrelidze został honorowym przewodniczącym tej instytucji. Od 2006 członek Academia Europaea. Emerytowany członek Académie Internationale de Philosophie des Sciences i były członek Academia Scientiarum et Artium Europaea.
W latach 1988–1994 pełnił funkcję redaktora naczelnego czasopisma „Woprosy jazykoznanija” (ros. Вопросы языкознания), a następnie aż do śmierci pozostawał dziennikarzem tego czasopisma oraz czasopisma naukowego „Intelektuali” (gruz. ინტელექტუალი).
Oprócz ojczystego języka gruzińskiego znał także rosyjski, angielski, niemiecki, włoski, łacinę i grekę.

## Kariera polityczna
W latach 1984–1989 był jednym z reprezentantów Adżarskiej ASRR w Izbie Narodowości Rady Najwyższej ZSRR, później był parlamentarzystą w pierwszej kadencji Rady Najwyższej Gruzji (1990–1991), a następnie w latach 1992–2004 był członkiem gruzińskiego parlamentu.

## Wyróżnienia i życie osobiste
Od 1978 honorowy członek zagraniczny American Academy of Arts and Sciences. Od 1979 członek stowarzyszony British Academy, od 1983 członek stowarzyszony Austriackiej Akademii Nauk. W 1986 pełnił funkcję prezesa Societas Linguistica Europaea. Od 1988 członek stowarzyszony Saksońskiej Akademii Nauk. Od 2006 zagraniczny członek stowarzyszony Amerykańskiej Akademii Nauk. Od 2007 członek honorowy Węgierskiej Akademii Nauk. Członek zagraniczny Łotewskiej Akademii Nauk.
Doctor honoris causa University of Chicago (1995) i Uniwersytetu w Bonn (1994).
Od 2000 był honorowym obywatelem Tbilisi.
Laureat Nagrody Leninowskiej (1988), nagrody Humboldta (1989) i nagrody Iwane Dżawachiszwilego (1990). W 1999 odznaczony Orderem Honoru.
Brat Rewaza. Zmarł 10 lutego 2021.